# 광주우편집중국

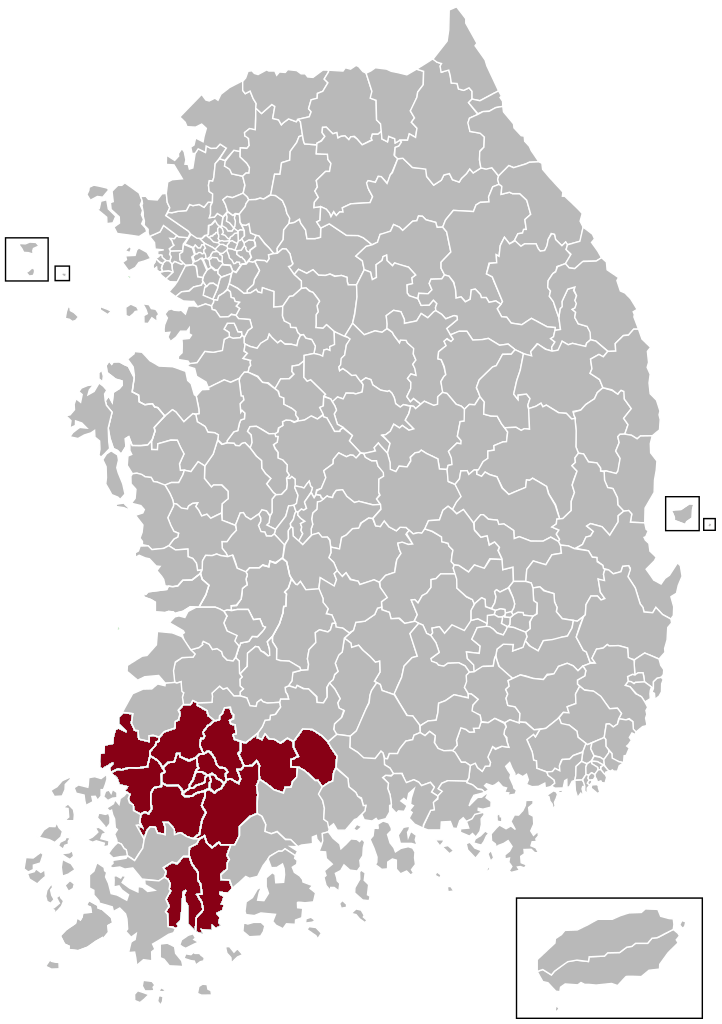
광주우편집중국의 관할 구역

광주우편집중국(光州郵便集中局)은 우편물을 분류·연결하는 업무를 담당하는 과학기술정보통신부 우정사업본부 소속 우편집중국이다. 광주광역시 광산구 앰코로 11(첨단2동,쌍암동)에 있다.

## 관할구역
- 광주광역시, 영광군, 장성군, 곡성군, 담양군, 화순군, 나주시, 함평군, 구례군

## 조직
- 지원기술과
  - 지원총괄계
    - 서무팀
    - 회계팀
    - 물품팀

  - 기술계
    - 통상기계팀
    - 소포기계팀
    - 동력설비팀
- 물류총괄과
  - 물류총괄계
    - 접수팀

  - 소포발착계
    - 소포팀
    - 발착팀

  - 통상우편계
    - 통상팀
    - 등기팀

## 업무 시간
- 월요일 ~ 금요일(9시 ~ 18시)
  - 토요일 및 일요일은 휴무